# 浅野忠純
浅野 忠純（あさの ただずみ、文久3年6月25日（1863年8月9日） - 大正4年（1915年）6月7日）は、明治時代から大正時代の華族（男爵）。安芸国広島藩筆頭家老で備後国三原領3万石の領主浅野忠英（敬五・ひろかず）の長男。幼名は哲吉。

## 経歴
父の隠居に伴い、明治9年（1876年）9月3日に家督を継ぐ。明治33年（1900年）5月9日、男爵を叙爵。大正4年（1915年）53歳で没す。

## 著作
- 『浅野長政公伝』〔広島市〕饒津神社三百年祭祭典事務所、1910年。

## 栄典
- 1900年（明治33年）5月9日 - 男爵[2]

## 親族
- 正室 光（みつ、浅野懋績三女）[1] - 広島新田藩主浅野長厚、侯爵浅野長之の姉妹
- 継室 為子（醍醐忠敬長女）[1]
- 継室 芳子（よしこ、谷干城長女）[1]
- 養子 浅野鐵馬（浅野長之三男）[1]